# Mahboub Juma'a
Mahboub Juma'a Mubarak (17 de setembro de 1955) é um ex-futebolista profissional kuwaitiano, que atuava como defensor.

## Carreira
Mahboub Juma'a fez parte do elenco da histórica Seleção Kuwaitiana de Futebol da Copa do Mundo de 1982. 